# Wellsville, Ohio
Wellsville är en ort (village) i Columbiana County i Ohio. Orten har fått sitt namn efter bosättaren William Wells. Vid 2010 års folkräkning hade Wellsville 3 541 invånare.